# Dionisio el Músico
Dionisio el Músico también conocido como Dionisio de Halicarnaso el Joven o Elio Dionisio de Halicarnaso fue un escritor, gramático y musicólogo, que vivió en época del emperador Adriano, en el siglo II. 

## Obras
Fue autor de una obra titulada Historia de la música, que fue importante en su tiempo y estaba  compuesta por 56 libros y que posteriormente fue resumida en 5 libros por un tal Rufo. También escribió una obra, en 5 libros, sobre nombres áticos que contenía un glosario de palabras usadas por los escritores atenienses en orden alfabético; otra, también en 5 libros, acerca de los temas musicales mencionados por Platón en La república; otra obra sobre la educación musical, en 22 libros y otra sobre palabras indeclinables. Eustacio fue uno de los autores que usó la obra de Dionisio como fuente, así como Pseudo Plutarco en su obra Sobre la música y Hesiquio de Mileto en biografías sobre poetas y músicos que se conservan en la Suda.